# Stethorrhagus tridentatus
Stethorrhagus tridentatus är en spindelart som beskrevs av Lodovico di Caporiacco 1955. Stethorrhagus tridentatus ingår i släktet Stethorrhagus och familjen flinkspindlar.
Artens utbredningsområde är Venezuela. Inga underarter finns listade i Catalogue of Life.